# Mac Forehand
Pour les articles homonymes, voir Forehand.
Mac Forehand est un skieur acrobatique américain né le 4 août 2001.

## Palmarès

### Championnats du monde
- Engadine - Mondiaux 2025 :
  -  Médaillé d'argent en slopestyle.

### Coupe du monde
- 1 petit globe de cristal :
  - Vainqueur du classement slopestyle en 2024.
- 9 podiums en half-pipe dont 3 victoires.

| Saison / Épreuve | Slopestyle                | Big air         |
| ---------------- | ------------------------- | --------------- |
| 2018-2019        | Mammoth Mountain Ski Area |                 |
| 2023-2024        | Tignes                    | Copper Mountain |